# 라볶이
라볶이는 떡볶이에 라면 사리를 추가해 먹는 음식이다. 개인의 취향에 따라서 고추장 또는 라면 분말소스를 적당히 넣을 수도 있다. 일부 식당에서는 라면의 면발 대신 쫄면의 면이나 사리를 넣기도 한다. 달콤한 맛을 내기 위해 케챂도 넣는 곳도 있다.